# Victor Moscoso
Victor Moscoso (28 de julho de 1936, Vilaboa, Corunha), é um artista nascido em Espanha y educado em Estados Unidos, conhecido pelo disenho de cartazes de rock psicodélico, publicidade e pela produção de underground comix em São Francisco durante as décadas dos anos 60 y 70. Foi o primeiro dos  desenhadores de cartazes da época que usava collages fotográficos nas suas obras.

## Biografia
Nascido numa pequena localidade  perto de Corunha, em Espanha, Moscoso passou sua infância em Oleiros. Em 1940, com três anos de idade, viajou com a sua família a Nova York, onde cresceu e se formou em Belas artes na Cooper Union e na universidade de Yale, onde foi alumno do professor da Bauhaus Josef Albers.
Em 1959 mudou-se a San francisco, graduándose no Instituto de Arte de San Francisco (SFAI), onde após deu aulas durante um período de cinco anos.

### Sucesso profissional
O sucesso profissional chega-lhe através da criação de afiches para concertos de rock psicodélico promovidos nas salas e clubes de dance de San Francisco. Os cartazes para a promotora de concertos Family Dog na sala Avallon, e os desenhados em llamativos tons neón rosa para a sala Matrix, chamaram a atenção internacional durante o Verão do Amor de 1967.
Para Moscoso, realizar aqueles inovadores cartazes supôs deixar ao margem a sua formação académica e aprender do que se estava a fazer na rua, misturando novas tipografías, difíceis de ler, com cores estridentes que chamassem a atenção.

### Rock e bandas desenhadas (comix)
Além do desenho de cartazes, Moscoso também tem elaborado pastas para álbums de músicos como Jerry Garcia, Bob Weir, Herbie Hancock, Jed Davis e David Grisman. Em 1968 começou a realizar bandas desenhadas underground, participando em publicações como Yellow Dog, Jiz Comics, Snatch Comics, O Perfeito Comics e Zap Comix, esta última revista, especialmente notável, na que colaborou em todos os seus números desde 1968 até o número final publicado em 2014.
Em 1977, Moscoso desenhou o logotipo da estação de rádio KMEL: um camelo com auriculares. Moscoso também tem desenhado t-shirts, vallas publicitárias e animações para estações de rádio, pelo que recebeu dois prêmios Clio. Ademais, recebeu um prêmio Inkpot em 1979.  Também recebeu uma medalha AIGA em 2018.